# Pivovarská bašta Vrchlabí
Pivovarská bašta Vrchlabí je pivovar založený roku 1997. Vyrábí se v něm pivo značky Krkonošský medvěd .

## Druhy piva

### Stálá produkce
- 11° polotmavý ležák
- 12° světlý ležák
- 13° HopBit
- 15° Intergalactic Pale Ale
- 16° Hibiscus
- 17° APA

### Sezónní produkce
- 10,5° Summer Sunset Ale
- 11° Early Evening Ale

### Limitované edice
- 14° tmavý ležák
- 14° R.I.P.
- 18° Imperial Pale Ale
- 19° ChocaCola
- 20° Grizzly